# Geidumner
Die Geidumner (lateinisch Geidumni, französisch Geidumnes) oder auch Geidummer  bzw. Geidunner, waren in der Antike ein kleiner belgischer Volksstamm. Sie wohnten in der Gallia Belgica  als Klientelstamm der Nervier  im Gebiet zwischen Maas und Schelde im Nord-Westen des heutigen Belgien. Benachbart zu dem Siedlungsgebiet der Nervier lebten die Atrebaten, Aduatuker, Eburonen und Remer.

## Geschichte
Erwähnt werden die Geidumner, gemeinsam mit den Ceutronen, Grudiern, Levacern und Pleumoxiern als Klientelstämme der Nervier, weil sie im Winter 54/53 v. Chr. am Angriff auf das Winterlager der Legion des Legaten Quintus Tullius Cicero im Siedlungsgebiet der Nervier beteiligt waren.
Nach dem Sieg der Eburonen, im Winter 54/53 v. Chr., über die anderthalb römische Legionen der Legaten Quintus Titurius Sabinus und Lucius Aurunculeius Cotta bei Aduatuca hatte der eburonische König Ambiorix die Aduatucer und Nervier zum Aufstand ermuntert.
Als Siedlungsort der Geidumner wird der Ort Gourdinne, Gemeinde Walcourt, Bezirk Philippeville, Provinz Namur, Belgien angenommen. Bei Göler heißt es: „Roulez verlegt ….. die Geidunner oder wie er schreibt die „les Gordunni“ aber bei dem Dorfe Gourdinnes …“.